# Vithuvad timalia
Vithuvad timalia (Gampsorhynchus rufulus) är en asiatisk fågel i familjen marktimalior inom ordningen tättingar. Den förekommer från Nepal till sydvästra Myanmar och Yunnan i Kina. Arten minskar i antal, men beståndet anses ändå vara livskraftigt. Den är närbesläktad med halsbandstimaliam (G. torquatus) och dessa behandlas ibland som en och samma art.

## Utseende och läte
Vithuvad timalia är en slank och långstjärtad, beigebrun marktimalia med en kroppslängd på 23–24 cm. Huvudet är som namnet avslöjar vitt, medan resten av ovansidan är varmbrun. Undersidan är rostbeige, på undergumpen och stjärtspetsen mer beige. Ungfågeln har orangefärgad hjässa och nacke och beige undersida. Bland lätena hörs skallrande ljud och ett hårt läte som i engelsk litteratur återges "kaw...ka...yawk".

## Utbredning och systematik
Fågeln förekommer i Nepal, Sikkim, Bhutan, Assam, sydvästra Myanmar och västra Yunnan i Kina. Den behandlas som monotypisk, det vill säga att den inte delas in i några underarter. Halsbandstimalia (G. torquatus) behandlas dock ibland som underart till vithuvad timalia.

## Levnadssätt
Vithuvad timalia förekommer i undervegetation i skog samt i bambustånd. Den födosöker i små, ofta artblandade grupper på jakt efter ryggradslösa djur. Fågeln häckar på marken.

## Status och hot
Arten har ett stort utbredningsområde och en stor population, men tros minska i antal till följd av fragmentering och habitatförstörelse, dock inte tillräckligt kraftigt för att den ska betraktas som hotad. Internationella naturvårdsunionen IUCN kategoriserar därför arten som livskraftig (LC). Världspopulationen har inte uppskattats men den beskrivs som ganska ovanlig till vanlig.

## Namn
Fågelns vetenskapliga artnamn rufulus är latin och betyder "rödaktig".